# IC 77
IC 77 ist eine linsenförmige Galaxie vom Hubble-Typ S0 im Sternbild Walfisch südlich der Ekliptik. Sie ist schätzungsweise 783 Millionen Lichtjahre von der Milchstraße entfernt und hat einen Durchmesser von etwa 115.000 Lj.

Im selben Himmelsareal befinden sich u. a. die Galaxien IC 78, IC 79, IC 80, IC 82.
Das Objekt wurde am 31. August 1892 vom französischen Astronomen Stéphane Javelle entdeckt.